# Campeonato Argentino M19 1999
El Campeonato Argentino de Menores de 19 años de 1999 fue un torneo para los seleccionados M19 de las uniones regionales afiliadas a la Unión Argentina de Rugby. La primera fase del torneo se disputó entre el 9 y el 30 de octubre de 1999. La final se disputó el 7 de noviembre en las instalaciones del San Isidro Club, Provincia de Buenos Aires.
El seleccionado de Unión de Rugby de Tucumán venció 27-22 en la final al seleccionado de la Unión de Rugby de Buenos Aires, consiguiendo así su sexto título y el cuarto en cinco temporadas. No se disputaron encuentros de semifinales durante esta edición, los dos ganadores de la Zona Campeonato clasificaron directamente a la final por el título.

## Equipos participantes
Disputaron esta edición las selecciones de veintiún uniones provinciales: ocho en la Zona Campeonato, ocho en la Zona Ascenso y cinco en la Zona Estímulo. 
| División                  | Equipo              | Unión                                                     |
| ------------------------- | ------------------- | --------------------------------------------------------- |
| Zona Campeonato 8 equipos | Buenos Aires        | Unión de Rugby de Buenos Aires                            |
| Zona Campeonato 8 equipos | Córdoba             | Unión Cordobesa de Rugby                                  |
| Zona Campeonato 8 equipos | Cuyo                | Unión de Rugby de Cuyo                                    |
| Zona Campeonato 8 equipos | Entre Ríos          | Unión Entrerriana de Rugby                                |
| Zona Campeonato 8 equipos | Mar del Plata       | Unión de Rugby de Mar del Plata                           |
| Zona Campeonato 8 equipos | Rosario             | Unión de Rugby de Rosario                                 |
| Zona Campeonato 8 equipos | Salta               | Unión de Rugby de Salta                                   |
| Zona Campeonato 8 equipos | Tucumán             | Unión de Rugby de Tucumán                                 |
| Zona Ascenso 8 equipos    | Alto Valle          | Unión de Rugby del Alto Valle de Río Negro y Neuquén      |
| Zona Ascenso 8 equipos    | Austral             | Unión de Rugby Austral                                    |
| Zona Ascenso 8 equipos    | Centro              | Unión de Rugby del Centro de la Provincia de Buenos Aires |
| Zona Ascenso 8 equipos    | Formosa             | Unión de Rugby de Formosa                                 |
| Zona Ascenso 8 equipos    | San Juan            | Unión Sanjuanina de Rugby                                 |
| Zona Ascenso 8 equipos    | Santa Fe            | Unión Santafesina de Rugby                                |
| Zona Ascenso 8 equipos    | Santiago del Estero | Unión Santiagueña de Rugby                                |
| Zona Ascenso 8 equipos    | Sur                 | Unión de Rugby del Sur                                    |
| Zona Estímulo 5 equipos   | Chubut              | Unión de Rugby del Valle del Chubut                       |
| Zona Estímulo 5 equipos   | Jujuy               | Unión Jujeña de Rugby                                     |
| Zona Estímulo 5 equipos   | Misiones            | Unión de Rugby de Misiones                                |
| Zona Estímulo 5 equipos   | Nordeste            | Unión de Rugby del Nordeste                               |
| Zona Estímulo 5 equipos   | Oeste               | Unión de Rugby del Oeste de Buenos Aires                  |

## Zona Campeonato

### Subzona A
| Pos. | Equipos | Partidos | Partidos | Partidos | Tantos | Tantos | Tantos | Pts. |
| Pos. | Equipos | G        | E        | P        | PF     | PC     | DP     | Pts. |
| ---- | ------- | -------- | -------- | -------- | ------ | ------ | ------ | ---- |
| 1.°  | Tucumán | 3        | 0        | 0        | 124    | 30     | +94    | 6    |
| 2.°  | Salta   | 2        | 0        | 1        | 57     | 78     | -21    | 4    |
| 3.°  | Córdoba | 1        | 0        | 2        | 47     | 74     | -27    | 2    |
| 4.°  | Cuyo    | 0        | 0        | 3        | 40     | 86     | -46    | 0    |

|  | Clasifica a fase final |

| 17 de octubre | Córdoba | 15 - 22 | Salta | Club La Tablada, Córdoba |  |
|               |         | Reporte |       |                          |  |

| 17 de octubre | Cuyo | 9 - 40  | Tucumán |  |  |
|               |      | Reporte |         |  |  |

| 23 de octubre | Tucumán | 47 - 18 | Salta |  |  |

| 23 de octubre | Córdoba | 29 - 15 | Cuyo |  |  |

| 30 de octubre | Tucumán | 37 - 3  | Córdoba |  |  |
|               |         | Reporte |         |  |  |

| 30 de octubre | Salta | 17 - 16 | Cuyo |  |  |
|               |       | Reporte |      |  |  |

### Subzona B
| Pos. | Equipos       | Partidos | Partidos | Partidos | Tantos | Tantos | Tantos | Pts. |
| Pos. | Equipos       | G        | E        | P        | PF     | PC     | DP     | Pts. |
| ---- | ------------- | -------- | -------- | -------- | ------ | ------ | ------ | ---- |
| 1.°  | Buenos Aires  | 3        | 0        | 0        | 139    | 22     | +117   | 6    |
| 2.°  | Rosario       | 2        | 0        | 1        | 107    | 44     | +63    | 4    |
| 3.°  | Mar del Plata | 1        | 0        | 2        | 41     | 114    | -73    | 2    |
| 4.°  | Entre Ríos    | 0        | 0        | 3        | 38     | 145    | -107   | 0    |

|  | Clasifica a fase final |

| 17 de octubre | Rosario | 28 - 6 | Mar del Plata |  |  |

| 17 de octubre | Entre Ríos | 7 - 46  | Buenos Aires | Jockey Club, Paraná |  |
|               |            | Reporte |              |                     |  |

| 23 de octubre | Buenos Aires | 73 - 0  | Mar del Plata | Belgrano Athletic Club, Buenos Aires |  |
|               |              | Reporte |               |                                      |  |

| 23 de octubre | Rosario | 64 - 18 | Entre Ríos |  |  |

| 30 de octubre | Buenos Aires | 20 - 15 | Rosario | San Isidro Club, San Isidro |  |
|               |              | Reporte |         |                             |  |

| 30 de octubre | Mar del Plata | 35 - 13 | Entre Ríos |  |  |

## Zona Ascenso

### Subzona A
| Pos. | Equipos    | Partidos | Partidos | Partidos | Tantos | Tantos | Tantos | Pts. |
| Pos. | Equipos    | G        | E        | P        | PF     | PC     | DP     | Pts. |
| ---- | ---------- | -------- | -------- | -------- | ------ | ------ | ------ | ---- |
| 1.°  | Sur        | 3        | 0        | 0        | 69     | 40     | +29    | 6    |
|      | Austral    | 1        | 1        | 1        | 38     | 37     | +1     | 3    |
|      | Centro     | 1        | 1        | 1        | 41     | 51     | -10    | 3    |
| 4.°  | Alto Valle | 0        | 0        | 3        | 23     | 43     | -20    | 0    |

| 9 de octubre | Sur | 22 - 10 | Alto Valle |  |  |

| 9 de octubre | Centro | 14 - 14 | Austral |  |  |

| 17 de octubre | Sur | 31 - 19 | Centro |  |  |

| 17 de octubre | Alto Valle | 7 - 13 | Austral |  |  |

| 23 de octubre | Austral | 11 - 16 | Sur |  |  |

| 23 de octubre | Centro | 8 - 6 | Alto Valle |  |  |

### Subzona B
| Pos. | Equipos         | Partidos | Partidos | Partidos | Tantos | Tantos | Tantos | Pts. |
| Pos. | Equipos         | G        | E        | P        | PF     | PC     | DP     | Pts. |
| ---- | --------------- | -------- | -------- | -------- | ------ | ------ | ------ | ---- |
| 1.°  | Santa Fe        | 3        | 0        | 0        | 91     | 27     | +64    | 6    |
| 2.°  | San Juan        | 2        | 0        | 1        | 76     | 31     | +45    | 4    |
| 3.°  | Sgo. del Estero | 1        | 0        | 2        | 30     | 41     | -11    | 2    |
| 4.°  | Formosa         | 0        | 0        | 3        | 12     | 110    | -98    | 0    |

| 9 de octubre | Santa Fe | 20 - 10 | Santiago del Estero |  |  |

| 9 de octubre | San Juan | 50 - 0 | Formosa |  |  |

| 17 de octubre | Santiago del Estero | 13 - 15 | San Juan |  |  |

| 17 de octubre | Formosa | 6 - 53 | Santa Fe |  |  |

| 23 de octubre | Santa Fe | 18 - 11 | San Juan |  |  |

| 23 de octubre | Formosa | 6 - 7 | Santiago del Estero |  |  |

## Zona Estímulo

### Subzona A
| Pos. | Equipos | Partidos | Partidos | Partidos | Tantos | Tantos | Tantos | Pts. |
| Pos. | Equipos | G        | E        | P        | PF     | PC     | DP     | Pts. |
| ---- | ------- | -------- | -------- | -------- | ------ | ------ | ------ | ---- |
| 1.°  | Chubut  | 1        | 0        | 0        | 24     | 20     | +4     | 2    |
| 2.°  | Oeste   | 0        | 0        | 1        | 20     | 24     | -4     | 0    |

| 9 de octubre | Oeste | 20 - 24 | Chubut |  |  |

### Subzona B
| Pos. | Equipos  | Partidos | Partidos | Partidos | Tantos | Tantos | Tantos | Pts. |
| Pos. | Equipos  | G        | E        | P        | PF     | PC     | DP     | Pts. |
| ---- | -------- | -------- | -------- | -------- | ------ | ------ | ------ | ---- |
| 1.°  | Nordeste | 2        | 0        | 0        | 55     | 7      | +48    | 4    |
| 2.°  | Misiones | 1        | 0        | 1        | 29     | 32     | -3     | 2    |
| 3.°  | Jujuy    | 0        | 0        | 2        | 17     | 62     | -45    | 0    |

| 9 de octubre | Nordeste | 22 - 0 | Misiones |  |  |

| 17 de octubre | Misiones | 29 - 10 | Jujuy |  |  |

| 23 de octubre | Jujuy | 7 - 33 | Nordeste |  |  |

## Fase final
La fase final estuvo compuesta por un solo encuentro definitorio entre los ganadores de la Zona Campeonato, la Unión de Rugby de Tucumán y la URBA.
| 7 de noviembre | Buenos Aires | 22 - 27 | Tucumán | San Isidro Club, San Isidro |  |
|                |              | Reporte |         |                             |  |

| Bandera de la Provincia de Tucumán |
| Tucumán Campeón                    |
| Sexto título                       |